# Euspilotus simulatus
Euspilotus simulatus är en skalbaggsart som först beskrevs av Willis Blatchley 1910.  Euspilotus simulatus ingår i släktet Euspilotus och familjen stumpbaggar. Inga underarter finns listade i Catalogue of Life.